# 隔蒲站
隔蒲站是一个汉丹线上的铁路车站，位于湖北省云梦县隔蒲潭镇，建于1960年，目前为四等站，邮政编码为432505。目前客运：办理旅客乘降；不办理行李、包裹托运；货运：仅办理专用线、专用铁道整车货物发到。